# All Shall Perish
Az All Shall Perish amerikai technikás death metal/deathcore együttes.

## Története
2002-ben alapította a kaliforniai Oakland-ben Matt Kuykendall, Ben Orum, Mike Tiner, Caysen Russo és Craig Betit. Ők az Antagony, End of All és Boof zenekarok tagjai voltak. Első demójukat 2003-ban adták ki, amely felkeltette a japán "Amputated Vein Records" kiadó figyelmét. Ugyanezen év áprilisában már első nagylemezük is megjelent, az Amputated Vein gondozásában. A lemezt 2005-ben a Nuclear Blast újból kiadta. 2006-ban piacra dobták második stúdióalbumukat, amelyről az "Eradication" dalt az MTV is játszotta Headbangers Ball című műsorában. Harmadik nagylemezük 2008-ban jelent meg. Caysen Russo és Craig Betit csak az All Shall Perish első két nagylemezén játszottak, a továbbiakban Chris Storey és Hernan Hermida váltotta le őket. 2009-ben az együttes tagjai hivatalos weboldalukon közölték, hogy megválnak Chris Storey gitárostól is. Helyére Jason Richardson került. Negyedik és eddigi utolsó lemezüket 2011-ben adták ki. Az együttes 2015 óta újból az eredeti felállással rendelkezik.

## Hatásuk
Az All Shall Perish zenéjére az európai death metal (főleg a svéd death metal) hatott. Matt Kuykendall dobos továbbá több együttest és előadót is megjelent zenei hatásaként, kezdve a Beatles-től a Journey-n át egészen Michael Jacksonig.

## Nevük
Az All Shall Perish ("mindenkinek bűnhődnie kell") nevet Matt Kuykendall a szobájában ülve, hír weboldalakat olvasgatva és a saját életén elgondolkodva választotta.

## Tagjai
- Craig Betit – ének (2002-2003, 2015-)
- Ben Orum – ritmusgitár (2002-2012, 2015-)
- Matt Kuykendall – dob (2002-2010, 2015-)
- Caysen Russo – gitár (2002-2003), basszusgitár (2015-)
- Chris Storey – gitár (2003-2009, 2015-)
- Herman "Eddie" Hermida – ének (2003-2013, 2015-)

Korábbi tagok
- Mike Tiner – basszusgitár (2002-2015)
- Jason Richardson – gitár (2009-2010)
- Francesco Artusato – gitár (2010-2015)
- Adam Pierce – dob (2010-2015)
- Rob Maramonte – ritmusgitár (2012-2015)

## Diszkográfia
- Hate. Malice. Revenge (2003)
- The Price of Existence (2006)
- Awaken the Dreamers (2008)
- This is Where It Ends (2011)